# MasterClass (sito web)
MasterClass è una piattaforma di formazione online americana, operata da Yanka Industries, Inc. su cui gli studenti possono accedere a tutorial e lezioni preregistrati da esperti in vari campi.
Il concept per MasterClass è stato ideato da David Rogier e sviluppato con Aaron Rasmussen.

## Storia
MasterClass è stata concepita da David Rogier mentre era studente alla Stanford University, originariamente con il nome di "Yanka Industries". Rogier, tuttora amministratore delegato (CEO), propose ad Aaron Rasmussen di entrare a far parte dell'azienda come co-fondatore e direttore tecnico (CTO); Rasmussen è stato anche direttore creativo, prima di lasciare l'azienda nel gennaio 2017. Il sito web è stato lanciato con il nome MasterClass il 12 maggio 2015.
MasterClass è stato lanciato nel 2015 con tre istruttori, mentre sono state aggiunte dodici classi nel 2017. Alla fine del 2017, è stata rimossa una lezione di recitazione tenuta da Kevin Spacey, a seguito delle accuse di violenza sessuale fatte pubblicamente contro l'attore. Alla fine del 2018 MasterClass contava circa 50 classi e 1.000 lezioni. Il supporto per i dispositivi mobili è stato introdotto nell'aprile 2018. MasterClass ha assunto David Schriber come chief marketing officer nel giugno 2019.
La piattaforma ha ottenuto dei finanziamenti iniziali del valore di $ 4,5 milioni e due round di finanziamento seed per un totale di $ 1,9 milioni. Hanno fatto seguito 15 milioni di dollari di finanziamenti nel 2016, 35 milioni di dollari nel 2017 e 80 milioni di dollari nel 2018. Nel maggio 2020, MasterClass ha raccolto $ 100 milioni in un round di finanziamento di serie E guidato da Fidelity Investments, portando il finanziamento totale verso l'azienda a circa $ 240 milioni.
Nel maggio 2021, la società ha ricevuto $ 225 milioni in un round di serie F, ottenendo una valutazione di $ 2,75 miliardi secondo il rapporto della CNBC.

## Classi
MasterClass produce lezioni online con istruttori rinomati nel loro campo di competenza. Le lezioni trattano argomenti come scrittura, sport e cucina. A partire dal 2019, sono state introdotte tematiche riguardanti politica, economia e design di videogiochi. Se gli argomenti sono semplici da illustrare, gli istruttori possono tenere dimostrazioni dal vivo, mentre gli scrittori tengono conferenze.
I corsi sono disponibili tramite un abbonamento annuale. Le lezioni in genere non sono interattive, per quanto alcuni corsi possano comprendere compiti interattivi, in cui lo studente ha facoltà di lavorare con altri studenti, di persona o su Skype.

## Ricezione
I revisori hanno notato che alcuni corsi, come quelli relativi alle arti dello spettacolo, richiedono che gli studenti abbiano già alcune competenze di base. I corsi sono stati anche notati per i loro alti valori di produzione e per l'ispirazione indotta agli studenti per continuare ad approfondire l'argomento. Anche l'impiego di celebrità famose è ritenuto portare giovamento. The Verge ha osservato che mentre gli abbonamenti inizialmente duravano a vita, alcuni corsi avevano una formulazione diversa. La pubblicazione ha anche osservato la sfida della piattaforma di mantenere gli studenti sul sito per prendere lezioni aggiuntive.
Nel 2019, la MasterClass dello chef Dominique Ansel sui dolci francesi ha ricevuto un Broadcast Media Award dalla James Beard Foundation nella categoria Online Video, Fixed Location and/or Instructional.
Nel 2020, MasterClass ha vinto due Webby Awards, per Education & Reference nella categoria Apps, Mobile & Voice e per Media Streaming nella categoria Web.
Nel 2021, MasterClass ha vinto di nuovo due Webby Awards e un Webby People's Voice Award.

## Istruttori degni di nota
Istruttori degni di nota, passati e presenti, includono:
- James Cameron[37]
- Christina Aguilera
- Dominique Ansel
- Judd Apatow
- Margaret Atwood[38]
- Massimo Bottura
- Bobbi Brown
- Ken Burns[39]
- Misty Copeland
- Deadmau5[38]
- Armin van Buuren
- Sheila E.[40]
- Jodie Foster[39]
- Diane von Fürstenberg
- Neil Gaiman
- Frank Gehry
- Malcolm Gladwell
- Jane Goodall
- Doris Kearns Goodwin
- Herbie Hancock
- Tony Hawk[38]
- Werner Herzog[39]
- Ron Howard[39]
- Bob Iger
- Samuel L. Jackson
- Garry Kasparov
- Alicia Keys
- Spike Lee[38]
- Annie Leibovitz
- David Lynch[39]
- Steve Martin
- Reba McEntire
- Helen Mirren
- Tom Morello
- Daniel Negreanu[38]
- Joyce Carol Oates
- Penn & Teller[38]
- Nancy Cartwright
- Natalie Portman
- Gordon Ramsay
- Shonda Rhimes
- Ray Romano
- Karl Rove
- RuPaul
- Carlos Santana
- Martin Scorsese
- Aaron Sorkin[39]
- St. Vincent[38]
- Timbaland
- Neil deGrasse Tyson
- Usher
- Serena Williams
- Anna Wintour
- Hans Zimmer
- LeVar Burton